# أقاليم توغو
تنقسم توغو إلى خمسة أقاليم ( régions, singular région ) . وتنقسم هذه الأقاليم إلى محافظات وشعبية واحدة.
| الأقليم                 | العاصمة            | المساحة (كم2) | تعداد السكان (إحصاء 2010) |
| ----------------------- | ------------------ | ------------- | ------------------------- |
| الأقليم الأوسط Centrale | سوكوديه Sokodé     | 13,317        | 617,871                   |
| إقليم كارا Kara         | كارا               | 11,738        | 769,940                   |
| الأقليم البحري Maritime | لومي               | 6,100         | 2,599,955                 |
| إقليم البلاتو Plateaux  | أتاكباميه Atakpamé | 16,975        | 1,375,165                 |
| إقليم السافانا Savanes  | داباونغ Dapaong    | 8,470         | 828,224                   |

أقاليم توغو

تنقسم هذه الأقاليم إلى 30 محافظة و شعبية واحدة.